# Godric Kean
Mons. Godric Kean (29. května 1866, Durham – 5. května 1933, Durham) byl anglický katolický kněz, biskup, který byl v letech 1924–1928 pomocným biskupem v Latinském patriarchátu jeruzalémském.